# Sexualidad adolescente
La sexualidad adolescente es una etapa del desarrollo humano en la cual los adolescentes experimentan y exploran sus sentimientos sexuales. El interés por la sexualidad se intensifica durante el inicio de la pubertad y suele ser un aspecto vital en la vida de los adolescentes. Este interés sexual puede manifestarse de diversas formas, como el Coqueteo, los besos, la masturbación o las relaciones sexuales con una pareja. Al igual que en los adultos, el interés sexual entre los adolescentes puede variar considerablemente y está influenciado por normas y costumbres culturales, educación sexual, así como la educación integral en sexualidad proporcionada, la orientación sexual y factores sociales, como las leyes sobre la edad de consentimiento.
La actividad sexual en general está asociada con varios riesgos, los cuales se ven intensificados por la emoción desconocida de la excitación sexual, la atención relacionada con el atractivo sexual y el nuevo nivel de intimidad física y vulnerabilidad psicológica creado por los encuentros sexuales. Los riesgos de las relaciones sexuales incluyen embarazos no deseados y la posibilidad de contraer infecciones de transmisión sexual como el VIH/SIDA. Estos riesgos pueden reducirse mediante la disponibilidad y el uso de condones, así como la adopción de otras prácticas sexuales seguras. Los anticonceptivos disminuyen específicamente la posibilidad de embarazo en la adolescencia.

## Desarrollo de la sexualidad
La sexualidad adolescente tiene sus comienzos en la pubertad. Durante este periodo de maduración sexual, se genera un interés sexual que estimula los procesos de pensamiento. El comportamiento sexual posterior se inicia con la secreción de hormonas por parte del hipotálamo y la glándula hipófisis anterior. Estas hormonas se dirigen a los órganos sexuales, dando inicio a su maduración. Los niveles en aumento de andrógenos y estrógenos influyen en los procesos de pensamiento de los adolescentes y se ha descrito que están presentes "en la mente de casi todos los adolescentes la mayor parte del tiempo".
Aunque la mayoría de las adolescentes inician su proceso de maduración sexual de manera normal y predecible, los padres y los médicos pueden sentir preocupación si observan lo siguiente:
- menstruación dolorosa
- dolor pélvico crónico
- obstrucción parcial del flujo vaginal/himen imperforado
- posibles defectos anatómicos[5]

## Opiniones sobre la actividad sexual.
Un estudio de 1996 documentó las entrevistas de una muestra de estudiantes de secundaria en los Estados Unidos. Las chicas eran menos propensas a declarar haber tenido relaciones sexuales alguna vez que los chicos adolescentes. Entre los niños y niñas que habían tenido relaciones sexuales, la proporción de niñas y niños que habían tenido relaciones sexuales recientemente y eran sexualmente activos regularmente era la misma. Quienes realizaron el estudio especularon que menos niñas dicen haber tenido relaciones sexuales alguna vez porque las niñas veían la paternidad adolescente como un problema mayor que los niños. Se pensaba que las niñas tenían actitudes sexuales más restringidas; eran más propensos que los niños a creer que serían capaces de controlar sus impulsos sexuales. Las niñas tenían una asociación más negativa sobre cómo la actividad sexual podría afectar sus objetivos futuros. En general, las niñas dijeron que sentían menos presión por parte de sus compañeros para comenzar a tener relaciones sexuales, mientras que los niños informaron sentir más presión.
Un estudio posterior cuestionó las actitudes de los adolescentes. Cuando se les preguntó acerca de la abstinencia, muchas niñas informaron que se sentían en conflicto. Estaban tratando de equilibrar el mantenimiento de una buena reputación con el intento de mantener una relación romántica y el deseo de comportarse como adultos. Los niños consideraban que tener relaciones sexuales era un capital social. Muchos niños creían que sus compañeros varones que eran abstinentes no ascenderían tan fácilmente en la escala social como los niños sexualmente activos. Algunos niños dijeron que para ellos, los riesgos que podrían surgir al tener relaciones sexuales no eran tan graves como los riesgos sociales que podrían surgir al permanecer en la abstinencia.

## Comportamiento
| País                | Niños (%) | Chicas (%) |
| ------------------- | --------- | ---------- |
| Austria             | 21.7      | 17.9       |
| Bélgica             | 24.6      | 23         |
| Canadá              | 24.1      | 23.9       |
| Croacia             | 21.9      | 8.3        |
| Inglaterra          | 34,9      | 39,9       |
| Estonia             | 18.8      | 14.1       |
| Finlandia           | 23.1      | 32,7       |
| Francia             | 25.1      | 17.7       |
| Grecia              | 32,5      | 9.5        |
| Hungría             | 25        | 16.3       |
| Israel              | 31        | 8.2        |
| Letonia             | 19.2      | 12.4       |
| Lituania            | 24.4      | 9.2        |
| Macedonia del Norte | 34.2      | 2.7        |
| Países Bajos        | 23.3      | 20,5       |
| Polonia             | 20,5      | 9.3        |
| Portugal            | 29.2      | 19.1       |
| Escocia             | 32.1      | 34.1       |
| Eslovenia           | 45.2      | 23.1       |
| España              | 17.2      | 13.9       |
| Suecia              | 24.6      | 29,9       |
| Suiza               | 24.1      | 20.3       |
| Ucrania             | 25.1      | 24         |
| Gales               | 27.3      | 38,5       |

### Control de natalidad
En 2002, se realizó una encuesta en naciones europeas sobre el comportamiento sexual de los adolescentes. En una muestra de jóvenes de 15 años de 24 países, la mayoría de los participantes informaron que no habían tenido relaciones sexuales. Entre quienes eran sexualmente activos, la mayoría (82,3%) había utilizado anticonceptivos en su última relación sexual.

## Asuntos legales

Edades mundiales de consentimiento para las relaciones sexuales heterosexuales por país
– 12
– 13
– 14
- 15
- 16
– 17
– 18
– debe estar casado
- datos no disponibles

La conducta sexual entre adultos/adolescentes y adolescentes menores que la edad de consentimiento local generalmente es ilegal, a excepción de las exenciones por edades cercanas o en jurisdicciones donde solo es legal el sexo entre parejas casadas, como en algunos países islámicos. En muchas jurisdicciones, las relaciones sexuales entre adolescentes con una diferencia de edad cercana no están prohibidas. A nivel mundial, la edad promedio de consentimiento es de 16 años, pero varía desde los 13 años en Sudán, 16 años en España y Canadá, hasta los 16 a 18 años en los Estados Unidos. En algunas jurisdicciones, la edad de consentimiento para actos homosexuales puede ser diferente a la de actos heterosexuales. Además, la edad de consentimiento en una jurisdicción particular suele ser la misma que la mayoría de edad o varios años menos. Es importante señalar que la edad a la que uno puede casarse legalmente también puede ser diferente de la edad legal de consentimiento.
Las relaciones sexuales con una persona menor de la edad de consentimiento son generalmente consideradas como un delito penal en la jurisdicción en la que se llevó a cabo el acto, con penas que van desde multas simbólicas hasta cadena perpetua. Existen diversos términos para los cargos presentados, que incluyen estupro, conocimiento carnal ilegal o corrupción de un menor. En algunas jurisdicciones, la actividad sexual con alguien por encima de la edad legal de consentimiento pero por debajo de la mayoría de edad también puede ser penalizada según las leyes que prohíben contribuir a la delincuencia de un menor.

## Influencia social

### Perspectiva construccionista social
La perspectiva construccionista social sobre la sexualidad adolescente analiza cómo el poder, la cultura, el significado y el género interactúan para influir en las experiencias sexuales de los adolescentes. Esta perspectiva está estrechamente vinculada al feminismo y a la teoría queer. Los defensores de la perspectiva construccionista social sostienen que los significados que la sociedad atribuye a la sexualidad femenina y masculina son construcciones sociales destinadas a mantener a las personas heterosexuales y privilegiadas en el poder.
Los investigadores que buscan explorar la sexualidad de los adolescentes desde esta perspectiva suelen examinar cómo factores como el género, la raza, la cultura, el nivel socioeconómico y la orientación sexual influyen en la manera en que los adolescentes comprenden su propia sexualidad. Un ejemplo de cómo el género impacta la sexualidad se evidencia cuando las adolescentes expresan la creencia de que el sexo se utiliza como un medio para mantener relaciones cuando los chicos no están emocionalmente disponibles. Dado que son chicas, sienten que deben adoptar comportamientos sexuales para complacer a sus novios.

### Perspectiva feminista del desarrollo
La perspectiva feminista desarrollista está estrechamente vinculada a la perspectiva construccionista social y se centra especialmente en cómo las normas de género de la sociedad afectan el desarrollo de los adolescentes, en particular de las niñas. Algunos investigadores sostienen que las adolescentes continúan siendo fuertemente influenciadas por los roles de género impuestos por la sociedad, y que esto repercute en su sexualidad y comportamiento sexual. Deborah Tolman, defensora de esta perspectiva, argumenta que las presiones sociales para cumplir con expectativas de ser "buenas" llevan a las niñas a prestar más atención a lo que creen que los demás esperan de ellas que a explorar sus propias percepciones sobre su sexualidad. Tolman sostiene que las niñas aprenden a objetivar sus propios cuerpos, llegando a verlos como objetos de deseo. Este proceso conduce a menudo a que las jóvenes perciban sus cuerpos según la mirada de los demás, generando una sensación de desconexión con sus propios cuerpos y sexualidades. Tolman denomina a este fenómeno un proceso de "desencarnación". Este proceso deja a las jóvenes inseguras acerca de sus propios deseos y necesidades sexuales, ya que se centran demasiado en cumplir con las expectativas de los demás en lugar de explorar sus propios sentimientos internos.
Otra forma en que los roles de género afectan la sexualidad adolescente es a través del fenómeno conocido como el doble estándar sexual. Este doble estándar se manifiesta cuando las mujeres son juzgadas por tener relaciones sexuales prematrimoniales y por expresar su sexualidad, mientras que los hombres son recompensados por comportamientos similares. Es un doble estándar porque los géneros pueden comportarse de manera similar, pero son evaluados de manera diferente debido a su género. Un ejemplo de esto se puede observar en la investigación de Tolman, donde las entrevistas a adolescentes revelaron que aquellas que buscaban sexo debido a sus deseos sentían que tenían que encubrirlo para evitar el juicio de otros en su entorno escolar (por ejemplo, atribuyendo su comportamiento sexual al consumo de alcohol). Experimentaban miedo a ser percibidas negativamente por disfrutar de su sexualidad, lo que las llevaba a encontrar soluciones como culpar a otras cosas de su comportamiento sexual o silenciar sus propios deseos, optando por no participar en comportamientos sexuales. Otra investigación ha demostrado que las adolescentes se sienten cansadas de ser juzgadas por su comportamiento sexual debido a su género. Sin embargo, incluso estas jóvenes son fuertemente influenciadas por los roles sociales de género y raramente hablan de sus propios deseos, centrándose en cómo "estar preparadas" (en lugar de experimentar el deseo) determinaría sus encuentros sexuales. Este fenómeno subraya los desequilibrios de poder entre los géneros en nuestras sociedades.

### El aprendizaje social y el autoconcepto sexual
Desarrollar un autoconcepto sexual es un paso crucial en el proceso de desarrollo durante la adolescencia. En este período, los adolescentes se esfuerzan por dar sentido y organizar sus experiencias sexuales, buscando comprender las estructuras y motivaciones subyacentes de su comportamiento sexual. Este autoconcepto sexual no solo ayuda a organizar las experiencias pasadas, sino que también proporciona un marco de referencia para sus pensamientos y experiencias sexuales actuales y futuras. Afecta tanto el comportamiento sexual de hombres como de mujeres, pero también influye en el desarrollo de las relaciones, especialmente en el caso de las mujeres. El desarrollo del autoconcepto sexual puede comenzar antes de que las experiencias sexuales se inicien. Una parte fundamental del autoconcepto sexual es la estima sexual, que abarca la evaluación de la propia sexualidad, incluyendo pensamientos, emociones y actividades sexuales. Otro aspecto crucial es la ansiedad sexual, que incluye evaluaciones negativas que se hacen sobre el sexo y la sexualidad.
Es importante destacar que el autoconcepto sexual no se forma únicamente a partir de las experiencias sexuales; tanto las niñas como los niños pueden aprender de diversas interacciones sociales, como la familia, programas de educación sexual, representaciones en los medios de comunicación y sus amigos y compañeros. En el caso de las niñas, aquellas con un autoesquema positivo tienden a mostrar actitudes más liberales hacia el sexo, se perciben como apasionadas y abiertas a la experiencia sexual, y califican las experiencias sexuales de manera positiva. Sus perspectivas sobre las relaciones reflejan una importancia destacada en el romance, el amor y la intimidad. En contraste, las niñas con un autoconcepto sexual más negativo suelen experimentar inhibiciones sobre su sexualidad y tienden a ver los encuentros sexuales de manera menos positiva. Además, el autoconcepto sexual de las niñas con opiniones negativas suele estar más influenciado por las percepciones de otras personas, mientras que las de las chicas con opiniones positivas son menos susceptibles a estas influencias externas.

## Educación sexual
La educación sexual, también llamada "Educación sexual" o informalmente "Educación sexual", es educación sobre la anatomía sexual humana, la reproducción sexual, las relaciones sexuales, el comportamiento sexual humano y otros aspectos de la sexualidad, como la imagen corporal, la orientación sexual, Noviazgo y las  relaciones íntimas.. Las vías comunes para la educación sexual son los padres, los cuidadores, los amigos, los programas escolares, los grupos religiosos, los medios de comunicación populares y las campañas de salud pública.
La educación sexual no se imparte de manera uniforme en todos los países. Por ejemplo, en Francia, la educación sexual ha sido parte del plan de estudios escolar desde 1973. Se espera que las escuelas proporcionen entre 30 y 40 horas de educación sexual y distribuyan condones a los estudiantes de octavo y noveno grado. En enero de 2000, el gobierno francés lanzó una campaña de información sobre anticoncepción mediante anuncios en radio y televisión, además de la distribución de cinco millones de folletos sobre anticoncepción a estudiantes de secundaria.
En Alemania, la educación sexual ha sido parte del plan de estudios escolar desde 1970 y, desde 1992, la educación sexual es un deber gubernamental por ley. Según una encuesta realizada en 2006 por la Organización Mundial de la Salud sobre los hábitos de los adolescentes europeos, se reveló que los adolescentes alemanes muestran preocupación por la anticoncepción. La tasa de natalidad entre los alemanes de 15 a 19 años es de 11,7 por cada 1.000 habitantes, en comparación con 2,9 por cada 1.000 habitantes en Corea y 55,6 por cada 1.000 habitantes en Estados Unidos.
Según SIECUS, el Consejo de Educación e Información sobre Sexualidad de Estados Unidos, en la mayoría de las familias, los padres son los principales educadores sexuales de sus hijos adolescentes. Descubrieron que el 93% de los adultos encuestados respaldan la educación sexual en la escuela secundaria, y el 84% la respaldan en la escuela primaria. De hecho, el 88% de los padres de estudiantes de secundaria y el 80% de los padres de estudiantes de primaria creen que la educación sexual en la escuela les facilita hablar con sus adolescentes sobre sexo. Además, el 92% de los adolescentes informan que desean hablar con sus padres sobre sexo y recibir educación sexual integral en la escuela.

## Madurez cerebral
Según algunos estudios, varias regiones del cerebro en el lóbulo frontal de la corteza cerebral y en el hipotálamo, consideradas cruciales para el autocontrol, la gratificación retrasada, el análisis de riesgos y la apreciación, así como el área de la corteza prefrontal del cerebro humano, no alcanzan su madurez completa hasta principios de los 20 años o alrededor de los 25 años. A partir de esto, se argumenta que los adolescentes jóvenes, en parte debido a estas características cerebrales en desarrollo, generalmente están menos capacitados que los adultos para tomar decisiones acertadas y anticipar las consecuencias del comportamiento sexual. Sin embargo, algunos críticos señalan que los estudios de imágenes cerebrales y correlación conductual en adolescentes, que los caracterizan como inmaduros, han sido criticados por no ser causativos, lo que posiblemente refuerza sesgos culturales. Robert Epstein sostiene que la "confusión adolescente", atribuida a las diferencias en la estructura y función cerebral entre adolescentes y adultos, es un fenómeno occidental relativamente reciente que está en gran medida ausente en las sociedades preindustriales. Epstein argumenta que esta confusión es el resultado de la infantilización de los adolescentes más que de diferencias cerebrales inherentes. Su razonamiento es que si la incompetencia e irresponsabilidad fueran realmente el resultado de diferencias cerebrales inherentes, entonces estarían presentes en todas las sociedades y culturas.

## Investigación histórica
En 1988, dos investigadores de la Universidad de Carolina del Norte, Ronald Rindfuss y J. Richard Udry, presentaron una propuesta al Instituto Nacional de Salud Infantil y Desarrollo Humano (NICHD) para investigar las conductas de riesgo relacionadas con la salud de los adolescentes. El estudio tenía como objetivo recopilar datos sobre los patrones de comportamiento sexual de los adolescentes que podrían exponerlos a enfermedades de transmisión sexual. Los investigadores diseñaron el estudio para obtener datos de una muestra nacional de 24.000 jóvenes del séptimo al undécimo grado. El Estudio sobre Adolescentes Estadounidenses fue inicialmente aprobado tanto por el Consejo Asesor Nacional del NICHD como por otros funcionarios del NICHD, lo que otorgó al estudio una financiación de hasta 2,5 millones de dólares para el primer año, que comenzó en mayo de 1991.
Un mes después de la fecha de inicio aprobada del estudio, el Secretario de Salud y Servicios Humanos (HHS), Louis Sullivan, canceló la investigación después de enfrentar cuestionamientos y críticas de aquellos que no consideraban beneficioso investigar las conductas sexuales de los adolescentes. Según Charrow (1991), este evento marcó posiblemente la primera vez que se revocó una cantidad de financiación previamente otorgada. El American Teen Study tenía como objetivo destacar la importancia de investigar las conductas de riesgo relacionadas con la salud de los jóvenes mediante la recopilación de datos en diversos contextos sociales, como el hogar y la escuela. A pesar de esto, numerosos críticos condenaron el estudio, argumentando que se había abordado en exceso la cuestión de las conductas sexuales de los adolescentes.